# Giuseppe dell'Orefice
Giuseppe dell'Orefice (Fara di San Martino, 22 d'agost de 1848 - Nàpols, 3 de gener de 1889) fou un compositor italià.
S'esmenta, que va anar a lluitar amb Garibaldi poc després de deixar el conservatori de Nàpols. Va compondre obres instrumentals, dos ballets, algunes òperes, entre elles la més coneguda, Romilda di Bardi i I fantasmi noturni, etc. Va ser el director de l'orquestra San Carlo, 1877-1882.